# 贝内韦洛
贝内韦洛（義大利語：Benevello），是意大利库内奥省的一个市镇。总面积5平方公里，人口472人，人口密度94.4人/平方公里（2009年）。ISTAT代码为004020。